# رادیو-کاست

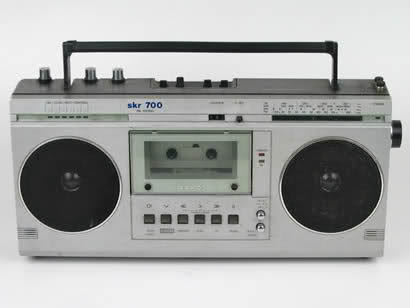
یک رادیو-کاست قدیمی

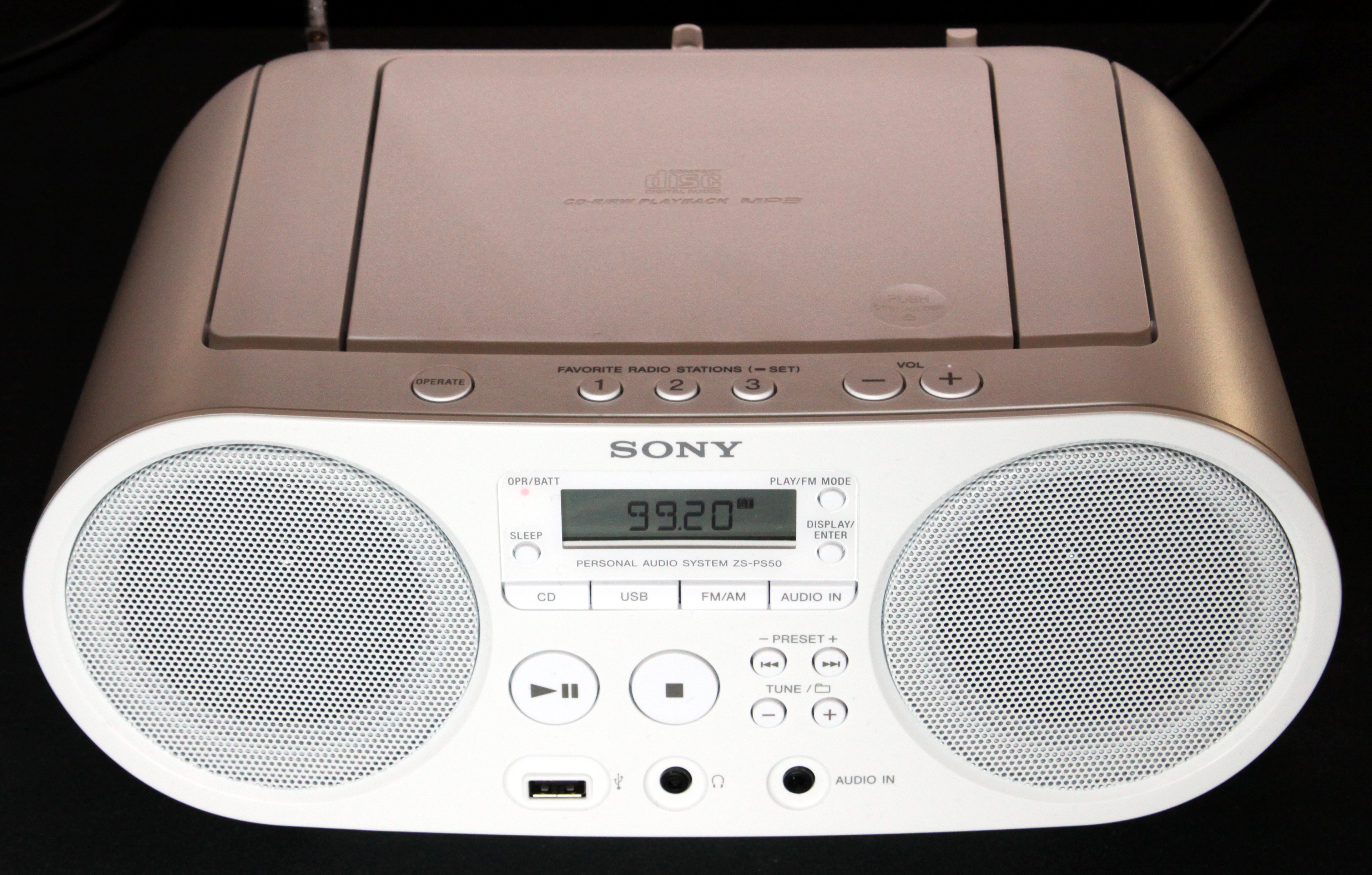
یک رادیو-کاست جدید

رادیو-کاست یک گیرنده رادیو با توانایی پخش نوار کاست یا سی‌دی صوتی است که بعضی از آن‌ها همچنین قابلیت ضبط‌کردن صدا را روی نوار کاست دارند. در ایران گاهی به اشتباه به آن «ضبط صوت» گفته می‌شود درحالی‌که این تنها یک قابلیت فرعی در این دستگاه‌ها است و کاربرد اصلی آن‌ها دریافت و پخش رادیو و همچنین پخش صدا از طریق نوار کاست، سی‌دی صوتی، و در مدل‌های جدیدتر پخش فایل‌های صوتی در فرمت MP3 از طریق کارت حافظه یا فلش مموری است.
در ایران همچنین به این دستگاه «رادیو ضبط» نیز گفته می‌شود. رادیو-کاست نام رایج این دستگاه در کشورهای فرانسوی‌زبان (فرانسوی: Radio-cassette‎) و اسپانیایی‌زبان (اسپانیایی: Radiocasete‎) است، درحالی‌که در کشورهای انگلیسی‌زبان به آن «بوم‌باکس» گفته می‌شود (انگلیسی: Boombox) یعنی «جعبهٔ بوم»، بوم به معنای صدای بلندی است که به‌یکباره و به‌سرعت ایجاد می‌شود، مانند صدای انفجار.